# Harteboringen
Harteboringen var et forsøg på at finde råstoffer, hovedsageligt olie i Danmarks undergrund i 1930'erne. Det foregik ved den lille by Påby i Harte Sogn. Initiativtageren var olieingeniøren Karl Østman, der under en rejse i USA havde mødt en kollega Frederik Franklin Ravlin. Ravlin blev hurtigt interesseret i at forestå borearbejdet i Harte, og han finansierede projektet.
Amerikaneren F.F. Ravlin fik i 1935 af statsministeriet eneret til at efterforske den danske undergrund, bortset fra Færøerne og Grønland. Han fik et løfte om eneret til indvinding og efterforskning i 50 år, under forudsætning af, at han kunne fremvise mindst et råstof. Denne tilladelse blev dog givet på et falsk grundlag, da Ravlin påstod, at han var en af USA's mest benyttede olieeksperter, men det viste sig senere, at han kun havde foretaget én boring.

## Boringerne
Den første boring, der blev kaldet Påby1, påbegyndtes den 27. juli 1935 efter Rotary metoden, der blev drevet af dampmaskiner. Dampmaskinerne var fra udrangerende lokomotiver af typen Litra A erhvervet fra DSB . Boretårnet var ca. 30 m højt Påby 1 boringen blev dog opgivet i 791 meters dybde da boret satte sig fast. Boringen er Danmarks første rigtige dybdeboring. Den anden boring, Påby 2, påbegyndtes 2. september 1936 og lå 30 m længere mod vest. Ravlin var heldig og dagen før hans boretilladelse udløb, fandt han en saltkerne, der indikerede mulighed for olie. Det var den 13. november 1936, han fandt saltkernen i cirka 958 meters dybde. Saltkernen blev sendt til DGU for nærmere undersøgelse og kernen sikrede ham, at boringerne kunne fortsætte.  Boringen Paaby II genoptoges i foråret 1937, men stoppede den 14. august 1937 i 1096 meters dybde, da de fleste eksperter
mente, at der kun var ringe mulighed for at finde flere råstoffer. Ravlin besluttede at flytte sit boremateriel til Vendsyssel. Det var derfor svenske geologer, der foretog de afsluttende undersøgelser i Harte og den 31. december 1937 var Harteboringen officielt afsluttet. I 1938 solgte han sit selskab til Gulf Refining Co. for 500.000$, som fik en ny bevilling med direkte udgangspunkt i fundet af salt i Harte.

## Efterspil
I 1942 gik Østman til politiet og fortalte, at Ravlin havde svindlet med saltkernen. Den skulle være købt i en materialehandel i Odense og ikke stamme fra boringen. Politiet undersøger sagen, men den henlægges, da tyskernes tilstedeværelse i landet forårsager vanskeligheder i opklaringsarbejdet.Sagen genoptages i 1946 og nu ændrer Østman forklaring og siger, han var presset til at lyve af daværende minister Gunnar Larsen, Ministeriet for Offentlige Arbejder, og Thorkild Juncker, der var direktør for Århus Oliemølle. Begge havde angiveligt økonomiske interesser i forbindelse med olieboringer, idet de sammen havde oprettet Vendsyssel Naturgas Kompagni.  Østman følte sig også snydt ved salget af koncessionen til Gulf Oil. Da disse nye oplysninger kom frem, udpegede regeringen et udvalg, for at klarlægge forløbet. Udvalget afholdt 172 møder og først 9. august 1948, siger udvalget; "Udvalget må hævde som opfattelse, at det ved Ravlins boring den nævnte dag (13. nov. 1936) fremkomne saltstykke IKKE hidrører fra Harte, og at Ravlin har begået et bedrageri over for den danske stat ved opnåelse af den koncession, at påberåbe sig saltstykket, som en fra undergrunden ved Harte hidrørende borekærne."